# Сімоне Сімонс
Сімоне Сімонс (нід. Simone Simons, * 17 січня 1985) — нідерландська співачка, вокалістка симфо-метал гурту Epica.

## Біографія
Сімоне народилася у місті Хенсбрук, у Нідерландах. Вона має молодшу сестру Яннеке, яка народилася у другий день народження Сімоне. Інтерес до музики виявила в дуже ранньому віці. Сімоне почала грати на флейті після двох років навчання у музичній школі у віці 12 років. В 14 вона рік займалася уроками співу в стилі поп, а у 15 почала займатися класичним співом, на що її надихнуло прослуховування пісень гурту Nightwish, на той час це був альбом Oceanborn, який так і залишився її улюбленим альбомом Nightwish. Одного разу Сімоне запросили взяти участь у репетиції гурту в стилі блек-метал, вона приєдналася до нього, попри скутість співати.

### У складі Epica

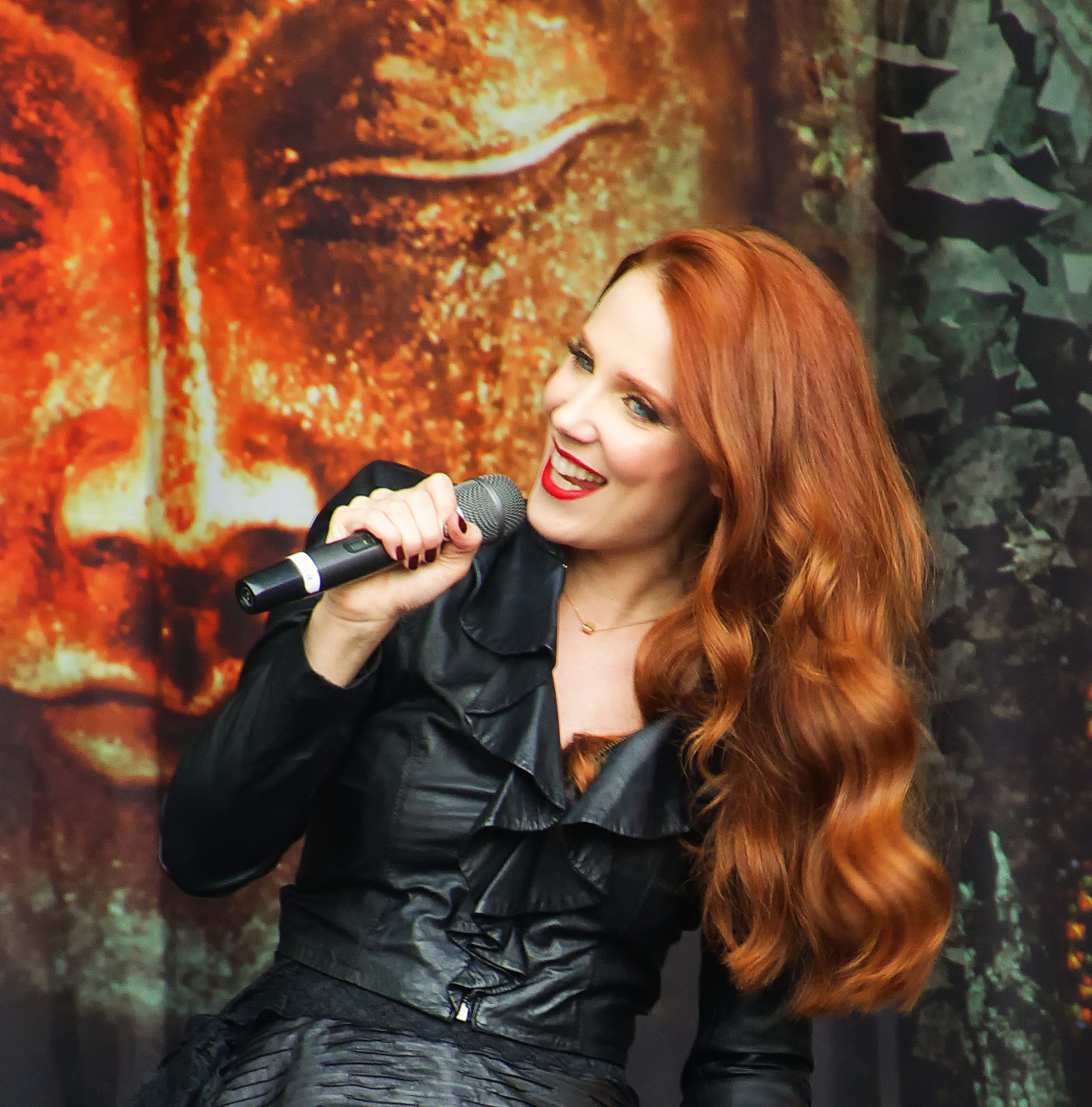
Сімоне Сімонс в 2014 році

На початку 2002 року Марк Янсен покинув After Forever через творчі розбіжності. Після цього він почав шукати музикантів, які б працювали в напрямку більш класичного/симфонічного типу музичного проєкту; спочатку він отримав назву «Sahara Dust». 
Наприкінці 2002 року гурт запросив на посаду фронтвумен Гелену Ірен Міхаельсен (з гурту Trail of Tears), але невдовзі її замінила нікому не відома на той час Сімонс, яка на той час зустрічалася з Янсеном.
7 травня 2024 року Сімона Сімонс випустила свій перший сольний сингл Aeterna у співпраці з Ар'єном Лукассеном (Ayreon), який увійде до її першого сольного альбому, що вийде 23 серпня 2024 року.

## Дискографія

### У складіEpica
Докладніше: Дискографія Epica

#### Альбоми
- The Phantom Agony (2003)
- Consign to Oblivion (2005)
- The Divine Conspiracy (2007)
- Design Your Universe (2009)
- Requiem for the Indifferent (2012)
- The Quantum Enigma (2014)
- The Holographic Principle (2016)
- Omega (2021)

#### Сингли
- «The Phantom Agony» (2003)
- «Feint» (2004)
- «Cry for the Moon» (2004)
- «Solitary Ground» (2005)
- «Quietus (Silent Reverie)» (2005)
- «Never Enough» (2007)
- «Chasing the Dragon» (2008)
- «Unleashed» (2009)
- «Martyr of the Free Word» (2009)
- «This is the Time» (2010)
- «Storm the Sorrow» (2012)
- «Forevermore» (2012)
- «The Essence Of Silence» (2014)
- «Unchain Utopia» (2014)

### Участь в інших проектах
- Aina — Days of Rising Doom (2003)
- Kamelot — The Black Halo in «The Haunting (Somewhere in Time)» and appears in its video (2005)
- Kamelot — One Cold Winter's Night in «The Haunting (Somewhere in Time)» (2006)
- Kamelot — Ghost Opera in «Blücher» and «Season's End» (2007)
- Primal Fear — New Religion in «Everytime It Rains» (2007)
- Ayreon — 01011001 in «Web of Lies» (2008)
- Ayreon — The Source (2017)
- Ayreon — Transitus (2020)
- Xystus & US Concert — Equilibrio in «Act 1 — My Song of Creation», «Act 2 — Destiny Unveiled» and «Act 2 — God of Symmetry» (2008)
- Sons of Seasons]] — Gods of Vermin in «Fallen Family», «Fall Of Byzanz» and «Wintersmith» (2009)
- Kamelot — Poetry for the Poisoned in «House on a Hill», «So Long», «All is Over»(2010)
- MaYaN — Quarterpast in «Symphony of Aggression», «Mainstay of Society», «Bite the Bullet», «Drown the Demon» and «Sinner's Last Retreat» (2011)
- Sons of Seasons — Magnisphyricon in «Sanctuary» (2011)
- Avalon — Angels of the Apocalypse (2014)[14]